# Bad Reputation (Kid Rock)
Bad Reputation è il dodicesimo album in studio del cantante statunitense Kid Rock, pubblicato nel 2022.

## Tracce
1. Don't Tell Me How to Live (featuring Monster Truck) – 4:04
2. We the People – 4:09
3. My Kind of Country – 3:56
4. Bad Reputation – 4:09
5. Never Quit – 3:20
6. Shakedown (featuring Robert James) – 2:41
7. Rockin – 3:41
8. The Last Dance – 4:01
9. See You Again – 5:50
10. Still Somethin' – 4:08
11. She’s Your Baby (Now Rock Her) – 4:15
12. Never Enough – 3:43
13. Everything to Me – 4:27
14. Cold Beer – 4:10
15. Ala-Fuckin-Bama – 3:56
16. Am What I Am – 2:58
17. The Nashville I Know – 3:39
18. Fifty – 4:23